# Андреевка (Омский район)
Андреевка — село в Омском районе Омской области. Административный центр Андреевского сельского поселения.

## История
Село Андреевка основано в 1896 году крестьянами-переселенцами из центрально-чернозёмных губерний Европейской России.
В 1928 г. состояло из 217 хозяйств, основное население — русские. Центр Андреевкого сельсовета Корниловского района Омского округа Сибирского края.

## Население
| 2006 | 2010  |
| ---- | ----- |
| 1441 | ↗1443 |